# Галани
Галани — деревня в Шиковской волости Островского района Псковской области.
Расположена в верховьях реки Котелинка (правый приток Дубни), в 67 км к востоку от города Острова и в 10 км к северо-востоку от волостного центра, деревни Шики.
Численность населения деревни по состоянию на 2000 год составляла 1 человек.